# 安娜·科斯塔伦加
安娜·科斯塔伦加（義大利語：Anna Costalunga，1970年1月24日—），意大利前女子篮球运动员。她曾代表意大利国家队参加1992年夏季奥林匹克运动会篮球比赛，结果获得第八名。